# 亚丁保护国
亚丁保护国 是大英帝国的保护国，位于阿拉伯半岛西南端。

## 历史

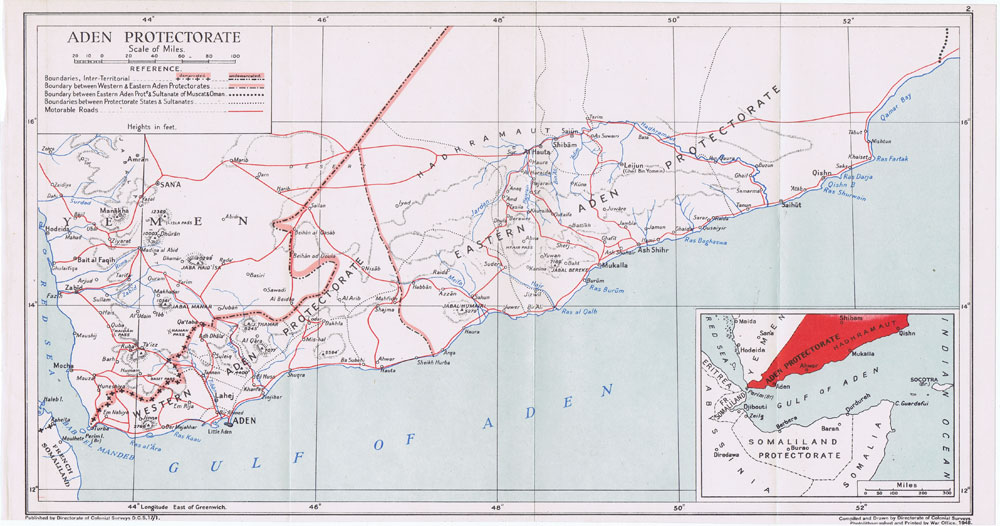
1948年官方地图

原为奥斯曼土耳其征服之地。1839年，东印度公司为了控制曼德海峡的海盗，占领了亚丁，建立了亚丁殖民地。并逐步控制了亚丁腹地的各个部落。1869年苏伊士运河开通。1874年，组建了亚丁保护国，最初包含9个国家：
- 拉赫季
- 阿拉维（英语：Alawi (sheikhdom)）
- 达拉（英语：Emirate of Dhala）
- 阿克拉比（英语：Aqrabi）
- 奧拉基（英语：Upper Aulaqi Sultanate）
- 法德里（英语：Fadhli Sultanate）
- 豪沙比（英语：Haushabi）
- 蘇貝希（英语：Subeihi）
- 下雅法（英语：Lower Yafa）

奥斯曼土耳其仍然保持着对北也门的宗主权。
1886年，馬赫拉蘇丹國加入。英国逐步与超过30个土邦签署保护条约，最后一个是在1954年。向东扩展到哈德拉毛，地域即为现在的南也门。亚丁作为英国直轄的殖民地，是亚丁保护国的首府。
亚丁处于英国主权之下，还包括一些岛屿，称作孟买管辖区的亚丁定居地（1839年—1932年）、英属印度的亚丁省（1932年—1937年）、亚丁殖民地（1937年—1963年）、最终是南阿拉伯联邦的亚丁国（1963年—1967年）。
1917年，亚丁保护国的控制权移交给英属印度政府。行政上，非正式划分为“东部保护国”和“西部保护国”。
1928年，英国设立了皇家空军亚丁司令部。1936年改组为英国驻亚丁部队，后改称为英军阿拉伯半岛司令部、英军中东司令部。
1937年正式划分为东部保护国与西部保护国，英国顾问分驻穆卡拉、 拉赫季。

## 延伸阅读
- Almanach de Bruxelles（页面存档备份，存于）
- Paul Dresch. A History of Modern Yemen.Cambridge, UK: Cambridge University Press, 2000.
- R.J. Gavin. Aden Under British Rule: 1839－1967. London: C. Hurst & Company, 1975.
- Tom Little. South Arabia: Arena of Conflict. London: Pall Mall Press, 1968.
- WorldStatesmen – Yemen-States of the Aden Protectorates（页面存档备份，存于）